# Замок Бальденау
Замок Бальденау — це руїни оточеного штучним ровом замку між селами Хундхайм і Хінцерат, муніципалітету Морбах, району Бернкастель-Віттліх, землі Рейнланд-Пфальц.

## Географічне положення
Бальденау — один з небагатьох замків у гірському масиві Хунсрюк, оточених штучним ровом. Розташований у верхній долині річки Дрон та її лівої притоки Ребрухбах. Завдяки розташуванню на гірському хребті, небезпеку, що наближалася, можна було розпізнати заздалегідь і повідомити в замок. На відстані 1 км від замку знаходиться Вежа Штумпфер, яка була побудована на тодішній римській дорозі. Разом з замком вона служила для захисту кордонів Трірського електорату. Кругла вежа має діаметр близько шести метрів і висоту близько десяти метрів. Як і замок Бальденау, вона побудована зі сланцю. 

## Історія
Замок був побудований приблизно у 1315 році Трірським архієпископом і курфюрстом Балдуїном Люксембурзьким, щоб забезпечити правління Трірського електорату. Замок був в першу чергу спрямований проти графів Спонхейм. Балдуїн народився в Люксембурзі в родині графа Генріха VI і в ранньому віці почав вивчати богослов'я і канонічне право в Паризькому університеті. Він був одним з найважливіших німецьких прелатів свого часу. У віці 22 років, в 1307 році, Балдуїн був обраний архієпископом і курфюрстом Трірським, а через рік був висвячений папою в єпископа. З тих пір він був одним із семи вибірників, які складали «Колегію виборників» і з XIII століття володіли винятковими правами на обрання римсько-німецького короля (7 виборників: архієпископи Майнца, Кельна і Тріра; граф Пфальцький, Герцог Саксонії, маркграф Бранденбурзький, король Богемії). Балдуїну вдалося у 1308 році проголосити свого брата Генріха VII римсько-німецьким королем. Під час Тридцятилітньої війни замок був серйозно пошкоджений шведськими військами, але у 1649 році його реконструювали. Остаточно замок зруйнували у 1689 році французькі війська під командуванням Людовіка XIV під час війни за Пфальцьку спадщину. У 1982-1983 роках замок став місцем зйомок ключової сцени кінотрилогії всесвітньо відомого кіноржисера Едгара Райца "Хаймат".

## Опис
Замок має форму клина довжиною близько 52 м і шириною до 20 м. На південному заході, у завуженій частині замку стоїть триповерхова вежа круглої форми висотою 24 м, з діаметром 10,5 м та товщиною стін до 3,2 м. На протилежному боці підносяться досить рідкісні високі залишки головної будівлі. У замку було як мінімум три поверхи, на які можна було піднятися дерев'яними сходами. Кухня знаходилася на першому поверсі (видно залишки кухонного каміна зі східного боку). Водопостачання забезпечувалося колодязем (поруч з входом у замок). Замок оточений оборонною стіною, яка колись була зубчастою. Двір був забудований невеликими будівлями, залишки яких були виявлені під час розкопок. Вхід до замку оснащений пандусом.

## Галерея
|  |

- Руїни замку
- Залишки внутрішніх будівель, реконструйованих у 1980-і рр.
- Балдуїн Люксембурзький
- Вибори колегією з семи курфюрстів графа Генріха VII римсько-німецьким королем у 1308 р.
- Вежа Штумпфер
- Вежа Штумпфер у селі Хінцерат
- Стіна і вежа
- Руїни і міст
- Вежа
- Руїни і рів